# البحرية السلطانية العمانية
البحرية السلطانية العُمانية هو فرع البحرية من الجيش السلطاني العماني. كانت عبارة عن جناح بحري يُعرف بوحدة الدوريات الساحلية تابعة لما يسمى بـ«جندرمة عُمان» آنذاك وكان عماد تلك الوحدة عدة مراكب خشبية تقليدية من نوع (البوم) يرجع في تاريخها إلى 1960م تضطلع بمهام دوريات ساحلية على امتداد ساحل الباطنة لمكافحة عمليات تهريب الأسلحة والهجرة غير القانونية. كان أول تلك المراكب هو المركب «نصر البحر» الذي قام برحلته الأولى في مايو 1960م في مهام دورية ساحلية عبر ساحل الباطنة. ثم استؤجر مركب آخر «الطائف» 1966م لتنفيذ الدوريات الساحلية بين جزر الحلانيات ورأس دربات ثم استبدل بمركب «المنتصر» وانضم بعده مركب «فتح الخير» في 1967م ومركب الهادر في وقت لاحق.

## تاريخها وإنجازاتها
في 1970م شرع في تصنيع أولى سفينة أطلق عليها اسم «آل سعيد» وكان التوجه في أول الأمر أن تكون يختاً سلطانيا، بيد أنها استخدمت لأغراض عسكرية خلال حرب ظفار ولم تظهر السفينة في مياه مسقط إلا في شهر مارس من عام 1971م لعدم توفر طاقم بحري حينذاك يتولى تسييرها.
وفي 21 يونيو 1971م أعلن رسمياً عن تشكيل «بحرية سلطان عُمان» فانضمت إلى قوات السلطان المسلحة كسلاح رئيسي.
و بحلول 1972م، شهدت بحرية سلطان عُمان انضمام السفينة السلطانية «ظفار» المخصصة لشحن وإمداد الأسلحة والذخيرة والإمدادات الأخرى.
وفي 1973م انضمت ثلاثة زوارق الدوريات السريعة إلى أسطولها البحري و «البشرى» و «المنصور» و «النجاح»، وانتقلت بحرية سلطان عُمان إلى قاعدة سلطان بن أحمد البحرية في خور المكلا بمسقط.
وعام 1975م حصلت بحرية سلطان على كاسحتي ألغام هولنديتين أجريت عليهما تعديلات للعمل كزوارق دوريات مدارية وهما السفينة السلطانية «الناصري» والسفينة السلطانية «الصالحي» وتم رفد الأسطول بثلاث سفن ابرار آلي هي «سلحفاة البحر» و«الصنصور» و«الدغس». وفي 1978م آلت تبعية معسكر جندرمة عُمان في صور إلى بحرية سلطان عُمان لاستخدامه كمركز للتدريب.

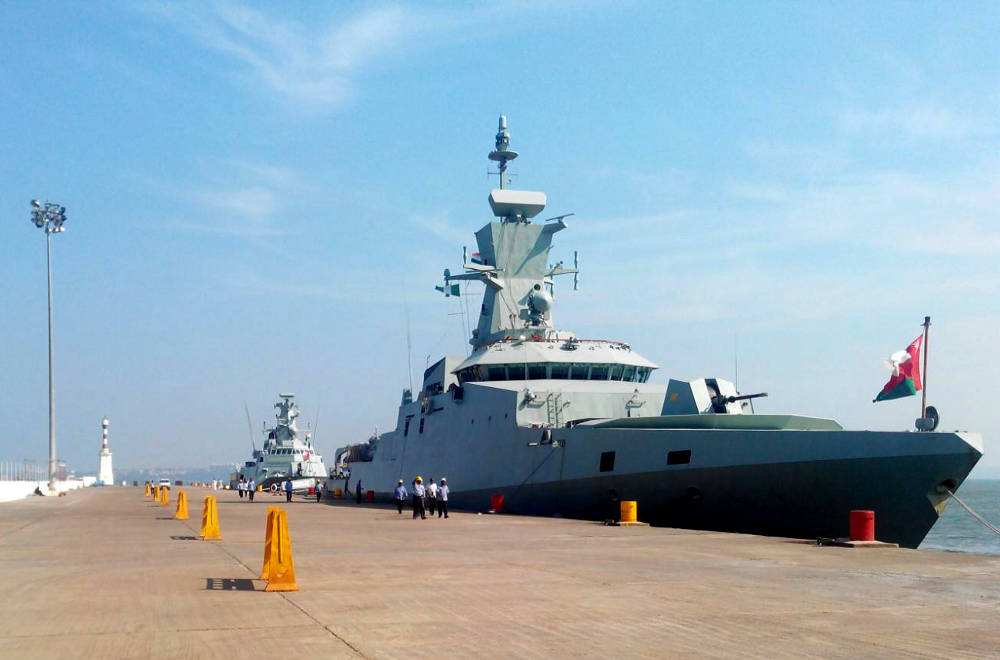
سفينة الشامخ عام ٢٠١٦م.

انتقلت القاعدة البحرية الرئيسية من قاعدة السلطان بن أحمد البحرية في مسقط إلى قاعدة سعيد بن سلطان البحرية في ودام الساحل، بالقرب من المصنعة، والتي افتُتحت عام ١٩٨٨. تُعد هذه القاعدة أحد أكبر المشاريع الهندسية في عُمان، وهي بمثابة ميناء رئيسي للأسطول، وتضم مرافق تدريب بالإضافة إلى أرصفة إصلاح. قدمت أكاديمية السلطان قابوس البحرية، الموجودة في القاعدة، تدريبًا للضباط والجنود، بالإضافة إلى تدريب متخصص في فروع محددة. في الأصل، كان معظم الضباط بريطانيين، وكان معظم ضباط الصف باكستانيين. ولكن، بحلول عام ١٩٨٠، كان معظم الضباط عمانيين، على الرغم من بقاء الفنيين البريطانيين والباكستانيين. في عام ١٩٩٢، بلغ قوام البحرية السلطانية العمانية ٣٠٠٠ فرد.
لا تمتلك البحرية السلطانية العمانية سلاح مشاة بحرية أو أي تشكيلات مشاة بحرية، على الرغم من امتلاكها العديد من السفن الحربية البرمائية. ويجري حاليًا برنامج تحديث لحماية الساحل ومضيق هرمز ذي الأهمية الاستراتيجية. في عام 2011م، ساعدت البحرية الملكية البريطانية في تدريب أطقم الفرقيطات.

## السفن
| الفئة                      | صورة                  | النوع                 | الإزاحة                | السفن                 | رقم الهيكل            | الشركة المصنعة        | تاريخ الإطلاق         | دخول الخدمة           | ملاحظات                                                                                    |
| الفرقاطات الصغيرة (5)      | الفرقاطات الصغيرة (5) | الفرقاطات الصغيرة (5) | الفرقاطات الصغيرة (5)  | الفرقاطات الصغيرة (5) | الفرقاطات الصغيرة (5) | الفرقاطات الصغيرة (5) | الفرقاطات الصغيرة (5) | الفرقاطات الصغيرة (5) | الفرقاطات الصغيرة (5)                                                                      |
| -------------------------- | --------------------- | --------------------- | ---------------------- | --------------------- | --------------------- | --------------------- | --------------------- | --------------------- | ------------------------------------------------------------------------------------------ |
| خريف                       | بدون إطار             | فرقاطة صغيرة          | 2,660 طن               | الشامخ                | Q40                   | بي إيه إي سيستمز      | 22 يوليو 2009         | أكتوبر 2013           | 8 صواريخ مضادة للسفن MM-40، 12 صاروخ مضاد للطائرات VL Mica                                 |
| خريف                       | بدون إطار             | فرقاطة صغيرة          | 2,660 طن               | الرحماني              | Q41                   | بي إيه إي سيستمز      | 23 يوليو 2010         | مارس 2014             | 8 صواريخ مضادة للسفن MM-40، 12 صاروخ مضاد للطائرات VL Mica                                 |
| خريف                       | بدون إطار             | فرقاطة صغيرة          | 2,660 طن               | الراشد                | Q42                   | بي إيه إي سيستمز      | 27 يونيو 2011         | مايو 2014             | 8 صواريخ مضادة للسفن MM-40، 12 صاروخ مضاد للطائرات VL Mica                                 |
| القاهر                     |                       | فرقاطة صغيرة          | 1,450 طن               | قاهر الأمواج          | C31 (سابقًا Q31)       | فوسبر ثورنيكروفت      | 21 سبتمبر 1994        | 3 سبتمبر 1996         | 8 صواريخ مضادة للسفن MM-40، 1 × 8 صواريخ مضادة للطائرات Crotale مشروع محيط                 |
| القاهر                     | المعزر                | فرقاطة صغيرة          | 1,450 طن               | C32 (سابقًا Q32)       | 26 سبتمبر 1995        | فوسبر ثورنيكروفت      | 13 أبريل 1997         |                       | 8 صواريخ مضادة للسفن MM-40، 1 × 8 صواريخ مضادة للطائرات Crotale مشروع محيط                 |
| زوارق دورية (12 في الخدمة) |                       |                       |                        |                       |                       |                       |                       |                       |                                                                                            |
| الأفق                      | بدون إطار             | زورق دورية            | 1,100 طن               | السيب                 | Z20                   | إس تي مارين           | 29 يناير 2014         | 31 مارس 2015          | 1 × مدفع 76 مم أوتو ميلارا، 2 × 30 مم أوتو ميلارا مارلين-WS                                |
| الأفق                      | بدون إطار             | زورق دورية            | 1,100 طن               | الشيص                 | Z21                   | إس تي مارين           | 14 يونيو 2014         |                       | 1 × مدفع 76 مم أوتو ميلارا، 2 × 30 مم أوتو ميلارا مارلين-WS                                |
| الأفق                      | بدون إطار             | زورق دورية            | 1,100 طن               | صح                    | Z22                   | إس تي مارين           | 17 سبتمبر 2014        |                       | 1 × مدفع 76 مم أوتو ميلارا، 2 × 30 مم أوتو ميلارا مارلين-WS                                |
| الأفق                      | بدون إطار             | زورق دورية            | 1,100 طن               | خصب                   | Z23                   | إس تي مارين           | 24 يونيو 2016         | 2 أغسطس 2016          | 1 × مدفع 76 مم أوتو ميلارا، 2 × 30 مم أوتو ميلارا مارلين-WS                                |
| المقاطعة                   |                       | زورق هجوم سريع        | 390 طن                 | ظفار                  | B10                   | فوسبر ثورنيكروفت      |                       | 1982                  | 6–8 صواريخ مضادة للسفن MM-40                                                               |
| المقاطعة                   | الشرقية               | زورق هجوم سريع        | 390 طن                 | B11                   |                       | فوسبر ثورنيكروفت      | 1983                  |                       | 6–8 صواريخ مضادة للسفن MM-40                                                               |
| المقاطعة                   | الباطنة               | زورق هجوم سريع        | 390 طن                 | B12                   |                       | فوسبر ثورنيكروفت      | 1984                  |                       | 6–8 صواريخ مضادة للسفن MM-40                                                               |
| المقاطعة                   | مسندم                 | زورق هجوم سريع        | 390 طن                 | B14                   |                       | فوسبر ثورنيكروفت      | 1989                  |                       | 6–8 صواريخ مضادة للسفن MM-40                                                               |
| البشرى                     |                       | زورق دورية            | 475 طن                 | البشرى                | B1 (سابقًا Z1)         | سي إم إن              |                       | 1995                  | مشروع موجة                                                                                 |
| البشرى                     | المنصور               | زورق دورية            | 475 طن                 | B2 (سابقًا Z2)         |                       | سي إم إن              | 1995                  |                       | مشروع موجة                                                                                 |
| البشرى                     | النجاح                | زورق دورية            | 475 طن                 | B3 (سابقًا Z3)         |                       | سي إم إن              | 1996                  |                       | مشروع موجة                                                                                 |
| المبروكة                   |                       | زورق دورية            | 785 طن                 | المبروكة              | Q30 (سابقًا A1)        | بروك مارين            | 7 أبريل 1970          | 1971                  | يخت ملكي سابق تم تحويله إلى سفينة تدريب؛ يعمل كزورق دورية منذ 1997                         |
| سفن إنزال (3 في الخدمة)    |                       |                       |                        |                       |                       |                       |                       |                       |                                                                                            |
| فلك السلامة                | بدون إطار             | سفينة إنزال           | 10,864 طن              | فلك السلامة           | L3                    | بريمر فولكان          |                       | 1987                  | 270 جندي. سفينة إنزال متعددة المهام وسفينة لوجستية عامة. تم تعيينها الآن لسرب اليخت الملكي |
| نصر البحر                  | بدون إطار             | سفينة إنزال دبابات    | 2,500 طن (حمولة كاملة) | نصر البحر             | L2                    | بروك مارين            | 1984                  | 1985                  | مزودة بسطح للطائرات العمودية. سعة 7 دبابات؛ 240 جندي. وضعت في 1982.                        |
| السلطانة                   |                       |                       |                        | السلطانة              | A2                    | هولندا                |                       | 1975                  |                                                                                            |
| سفن مساعدة (2 في الخدمة)   |                       |                       |                        |                       |                       |                       |                       |                       |                                                                                            |
| المبشر                     | بدون إطار             | سفينة دعم سريعة       |                        | المبشر                | S11                   | أوستال                | 20 أكتوبر 2015        | 20 مايو 2016          | 250 جندي، 69 من الطاقم، سعة شحن 320 طن، سرعة 35 عقدة.                                      |
| المبشر                     |                       | سفينة دعم سريعة       |                        | الناصر                | S12                   | أوستال                | أبريل 2016            | 8 سبتمبر 2016         |                                                                                            |

### الصواريخ
- 50 صاروخ VT-1 Crotale NG مضاد للطائرات
- 162 صاروخ إكزوست MM-40 (122 Block-1 + 40 Block-2)
- صاروخ Exocet MM-38
- صاروخ Harpoon Block-II
- صاروخ VL Mica مضاد للطائرات

### الأنظمة الإلكترونية
- نظام حماية السفن MASS
- 3 × SMART-S MK-II أجهزة استشعار للسفن
- 2 × رادار بحث جوي MW-8
- 5 × رادار توجيه نيران Sting
- 2 × رادار توجيه نيران DRBV-51C
- 3 × رادار بحث جوي RA-20S
- 4 × رادار 9LV
- 3 × رادار CEROS-200